# Willie Ackerman
Willie Ackerman (1 de mayo de 1939 – 13 de diciembre de 2012)  fue un baterista estadounidense profesional cuya carrera comenzó en 1957 y terminó en la década de 2000. Actuó con Johnny Cash, Louis Armstrong, Willie Nelson, Waylon Jennings, The Monkees, Keith O'Conner Murphy y muchos otros actos. Ackerman era un artista de RCA Studios.
Nació en Nashville, Tennessee. Se convirtió en baterista de Hee Haw y también fue baterista en el Grand Ole Opry. Grabó la canción El Paso de Marty Robbins en 1959, <i>Wings of a Dove</i> en 1960 y <i>The Grand Tour</i> en 1974 junto a George Jones. Murió mientras dormía en su casa y dejó atrás a su esposa Jeannie Ackerman y su hijo Trey Ackerman.   

## Vida personal
Era un amigo cercano de Faron Young. Su hijo, Trey Ackerman, es músico country.   Murió a los 73 años.